# Il castello incantato (film 1972)
Il castello incantato (in russo Руслан и Людмила?, Ruslan i Ljudmila) è un film del 1972 diretto da Aleksandr Lukič Ptuško.

## Trama
Il valoroso Ruslan, che è andato alla ricerca della sposa rapita, vince l'astuzia, l'inganno, la malvagia stregoneria e, alla fine, in una feroce battaglia sconfigge Černomor.